# Laccodiscus
Laccodiscus es un género con cinco especies de plantas de flores perteneciente a la familia Sapindaceae. 

## Especies seleccionadas
- Laccodiscus cauliflorus
- Laccodiscus ferrugineus
- Laccodiscus klaineanus
- Laccodiscus pseudostipularis
- Laccodiscus spinuloso

- Datos: Q3438123
- Especies: Laccodiscus